# Saison 2020 de l'équipe cycliste féminine Sunweb
La saison 2020 de l'équipe cycliste féminine Sunweb est la dixième de la formation. Elle accède au statut de WorldTeam, la première division du cyclisme féminin. L'effectif est globalement stable avec l'arrivée d'Alison Jackson et le départ de Lucinda Brand.
Liane Lippert passe du statut d'espoir à celui de leader. Elle gagne avec la manière la Cadel Evans en février. Elle est deuxième du Santos Women's Tour. Elle court en tête les autres courses World Tour et finit huitième de la Flèche wallonne et dixième de la La course by Le Tour de France. Elle est également cinquième des championnats du monde. Lorena Wiebes rejoint l'équipe après un feuilleton à rebondissement entourant son transfert. Elle remporte les Trois Jours de La Panne, après le déclassement de Jolien D'Hoore. Elle est également troisième de La Madrid Challenge by La Vuelta.  Floortje Mackaij est troisième du Circuit Het Nieuwsblad, ainsi que de la Flèche brabançonne. Juliette Labous est huitième de Liège-Bastogne-Liège. On peut aussi noter la saison blanche de Coryn Rivera. Lors du bilan, Liane Lippert est septième du classement UCI, ainsi que neuvième et meilleure jeune du classement World Tour. Sunweb est respectivement quatrième et troisième des classements par équipes de ces compétitions.

## Préparation de la saison

### Partenaires et matériel de l'équipe

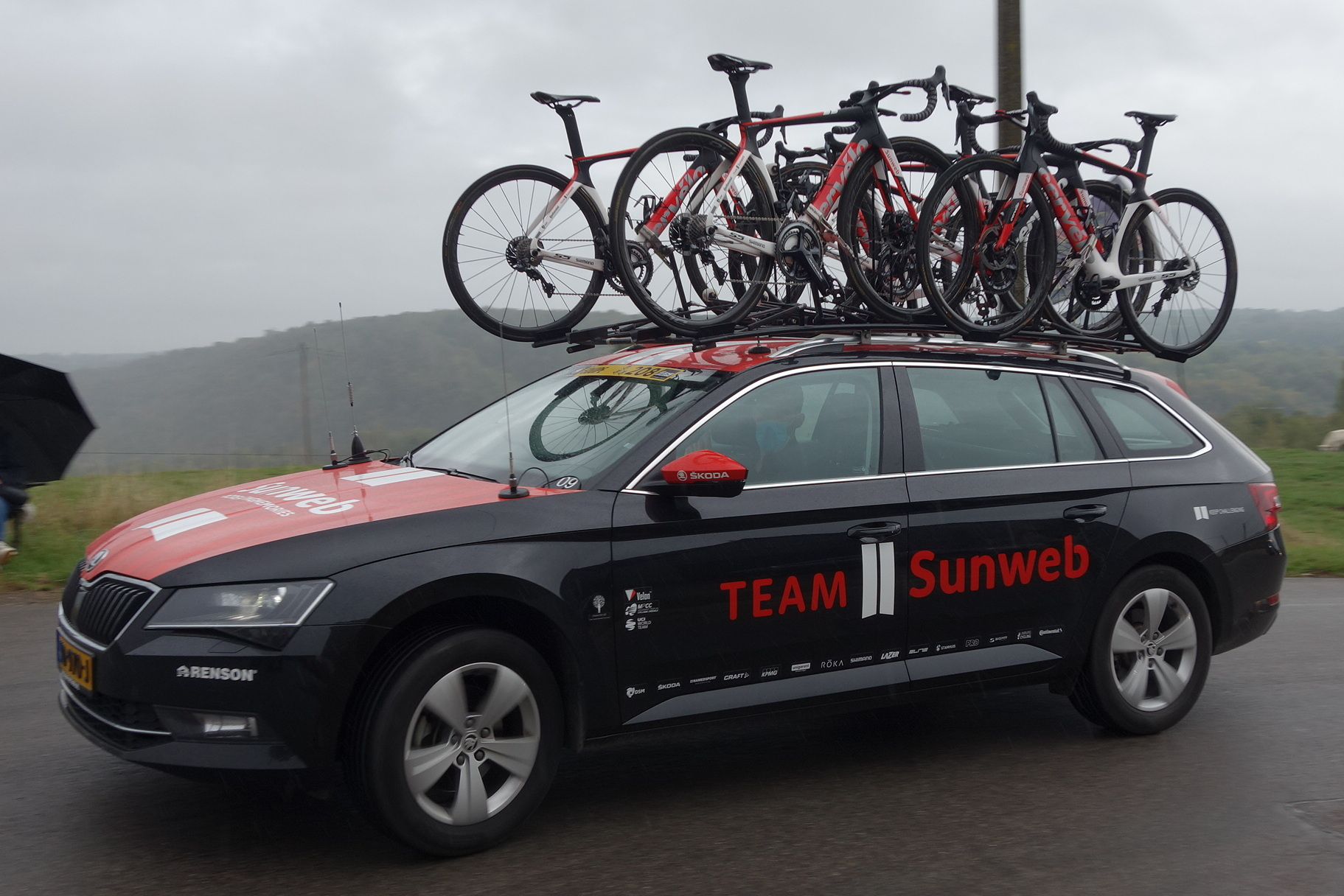
Voiture de l'équipe

Sunweb est le sponsor principal de l'équipe cette saison. Ce maillot, fourni par Etxeondo, est identique à celui de l'équipe masculine Sunweb.
Les vélos sont de marque Cervélo.

### Arrivées et départs
La formation enregistre les arrivées de la polyvalente sprinteuse canadienne Alison Jackson, ainsi que de deux espoirs avec Anna Henderson et Wilma Olausson.
Lucinda Brand, une des leaders de l'équipe, la quitte.
| Arrivées       | Équipe 2019               |
| -------------- | ------------------------- |
| Anna Henderson | Néo-professionnelle       |
| Alison Jackson | Tibco-Silicon Valley Bank |
| Wilma Olausson | Néo-professionnelle       |

| Départs       | Équipe 2020    |
| ------------- | -------------- |
| Lucinda Brand | Trek-Segafredo |

Le 1er juin 2020, Lorena Wiebes signe avec Sunweb jusqu'en 2024,.

### Effectifs
| Effectif 2020      | Effectif 2020     | Effectif 2020 | Effectif 2020                         |
| Cycliste           | Date de naissance | Pays          | Équipe précédente                     |
| ------------------ | ----------------- | ------------- | ------------------------------------- |
| Susanne Andersen   | 23 juillet 1998   | Norvège       | Hitec Products-Birk Sport (2018)      |
| Pfeiffer Georgi    | 27 septembre 2000 | Royaume-Uni   | Jadan Weldtite (2018)                 |
| Anna Henderson     | 14 novembre 1998  | Royaume-Uni   | Brother UK-Tifosi-Onform (2019)       |
| Alison Jackson     | 14 décembre 1988  | Canada        | Tibco-Silicon Valley Bank (2019)      |
| Leah Kirchmann     | 30 juin 1990      | Canada        | Optum-Kelly Benefit Strategies (2015) |
| Franziska Koch     | 13 juillet 2000   | Allemagne     | Watersley International (2019)        |
| Juliette Labous    | 4 novembre 1998   | France        | VC Morteau Montbenoit (2016)          |
| Liane Lippert      | 13 janvier 1998   | Allemagne     |                                       |
| Floortje Mackaij   | 18 octobre 1995   | Pays-Bas      |                                       |
| Pernille Mathiesen | 5 octobre 1997    | Danemark      | Virtu Cycling Women (2017)            |
| Wilma Olausson     | 9 avril 2001      | Suède         |                                       |
| Coryn Rivera       | 26 août 1992      | États-Unis    | UnitedHealthcare Women's Team (2016)  |
| Julia Soek         | 12 décembre 1990  | Pays-Bas      | Sengers (2013)                        |
|                    |                   |               |                                       |
| Source : UCI       |                   |               |                                       |

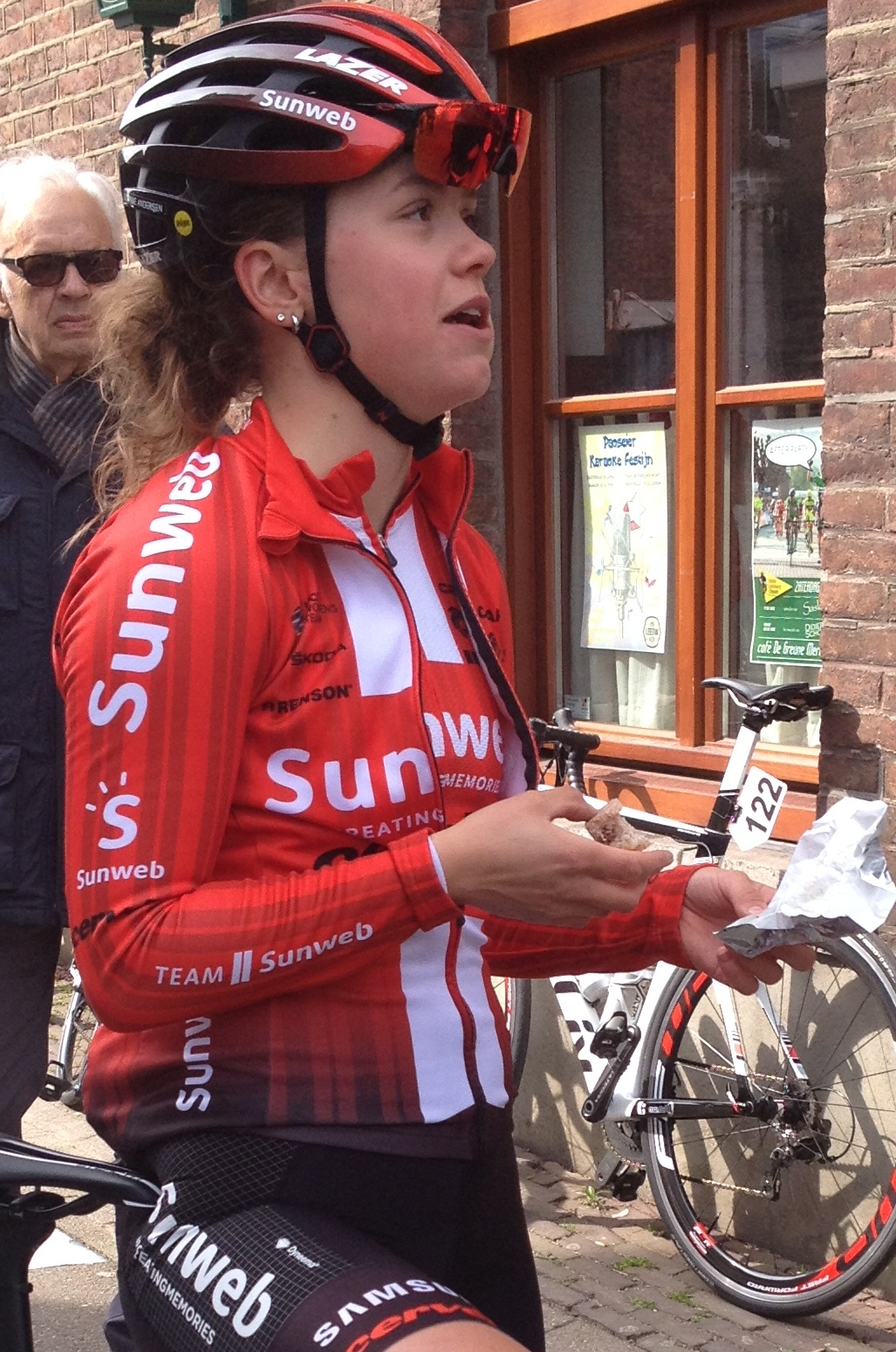
Susanne Andersen en 2019
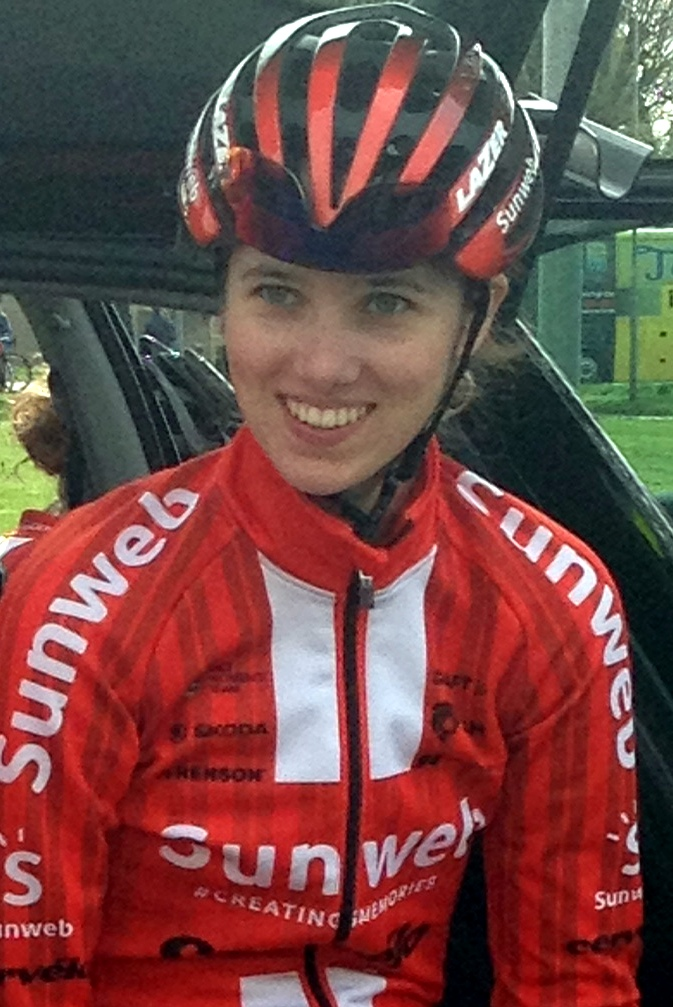
Pfeiffer Georgi en 2019
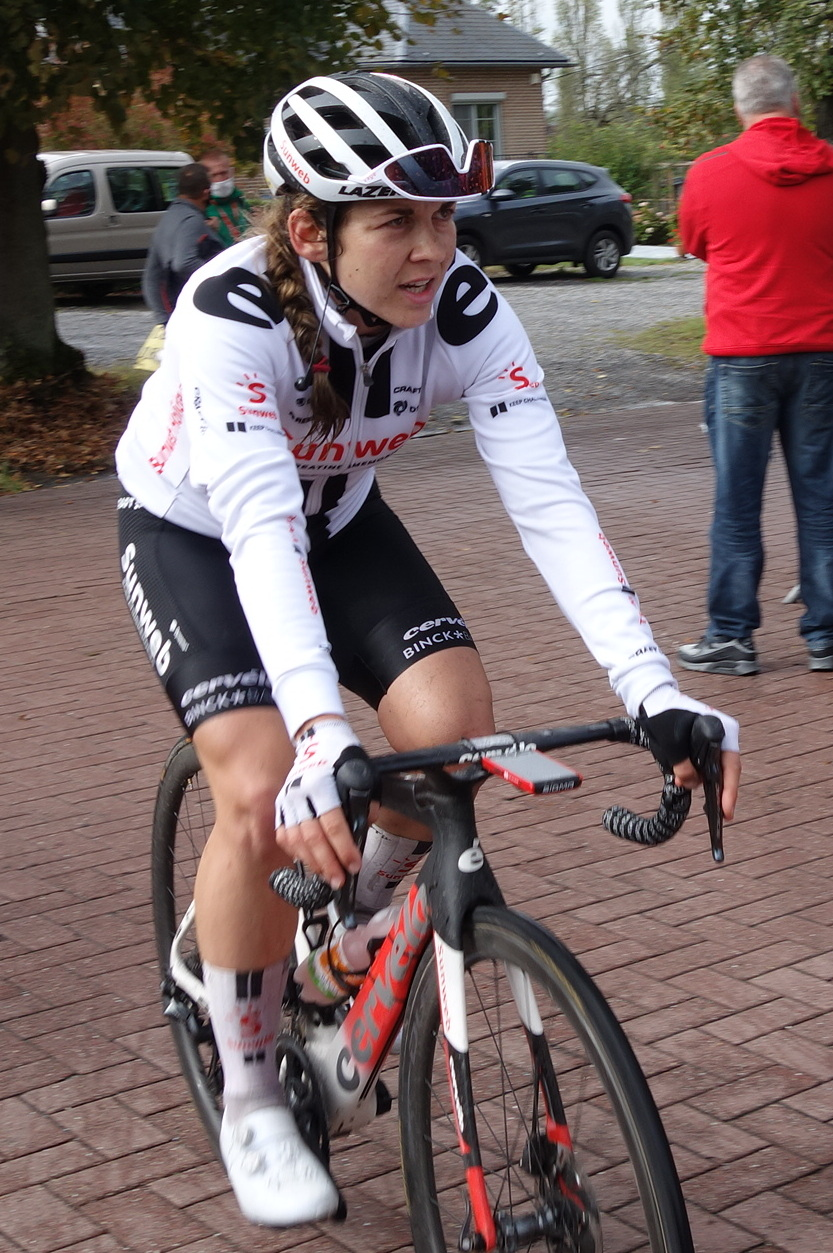
Alison Jackson
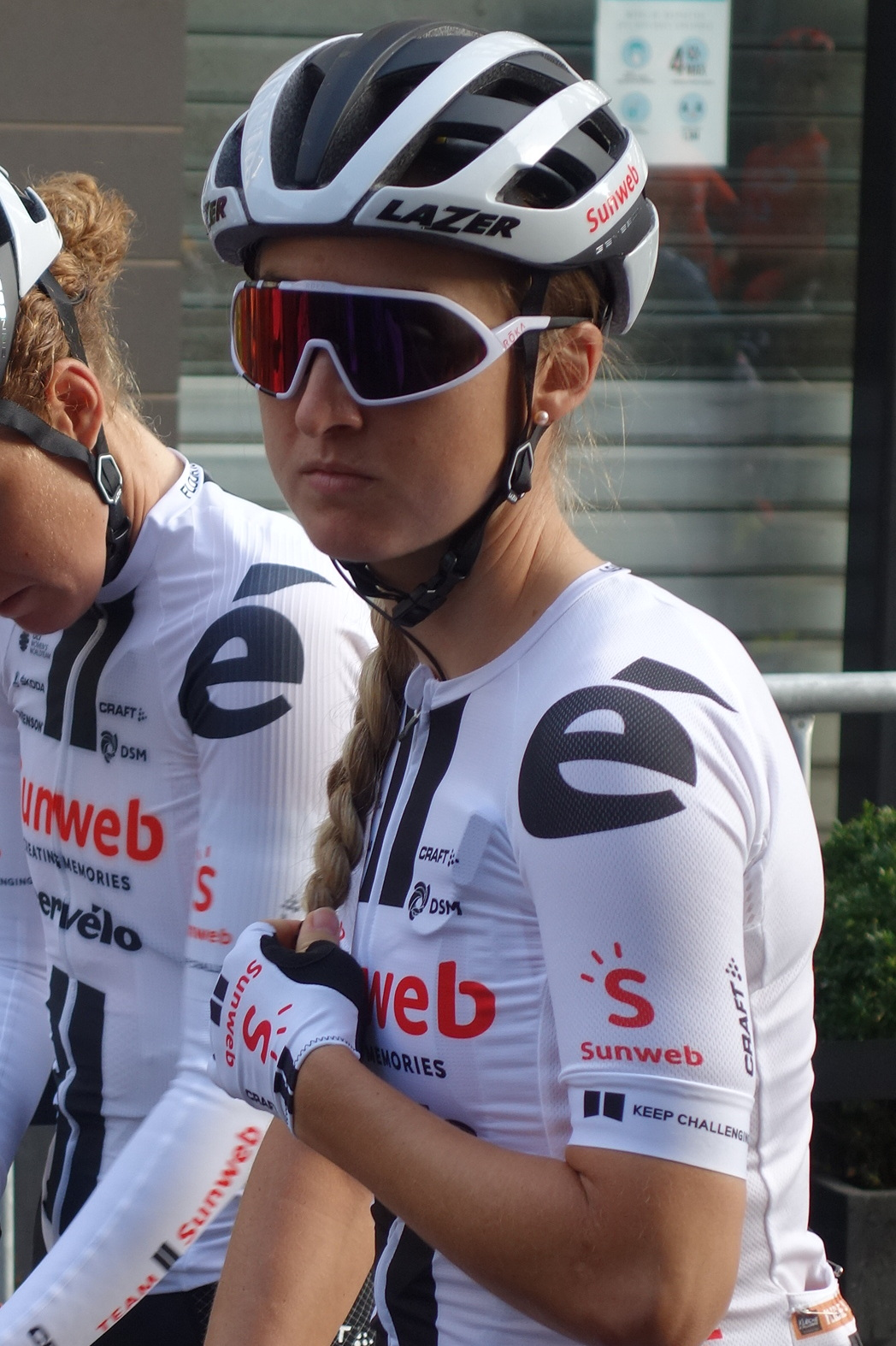
Leah Kirchmann
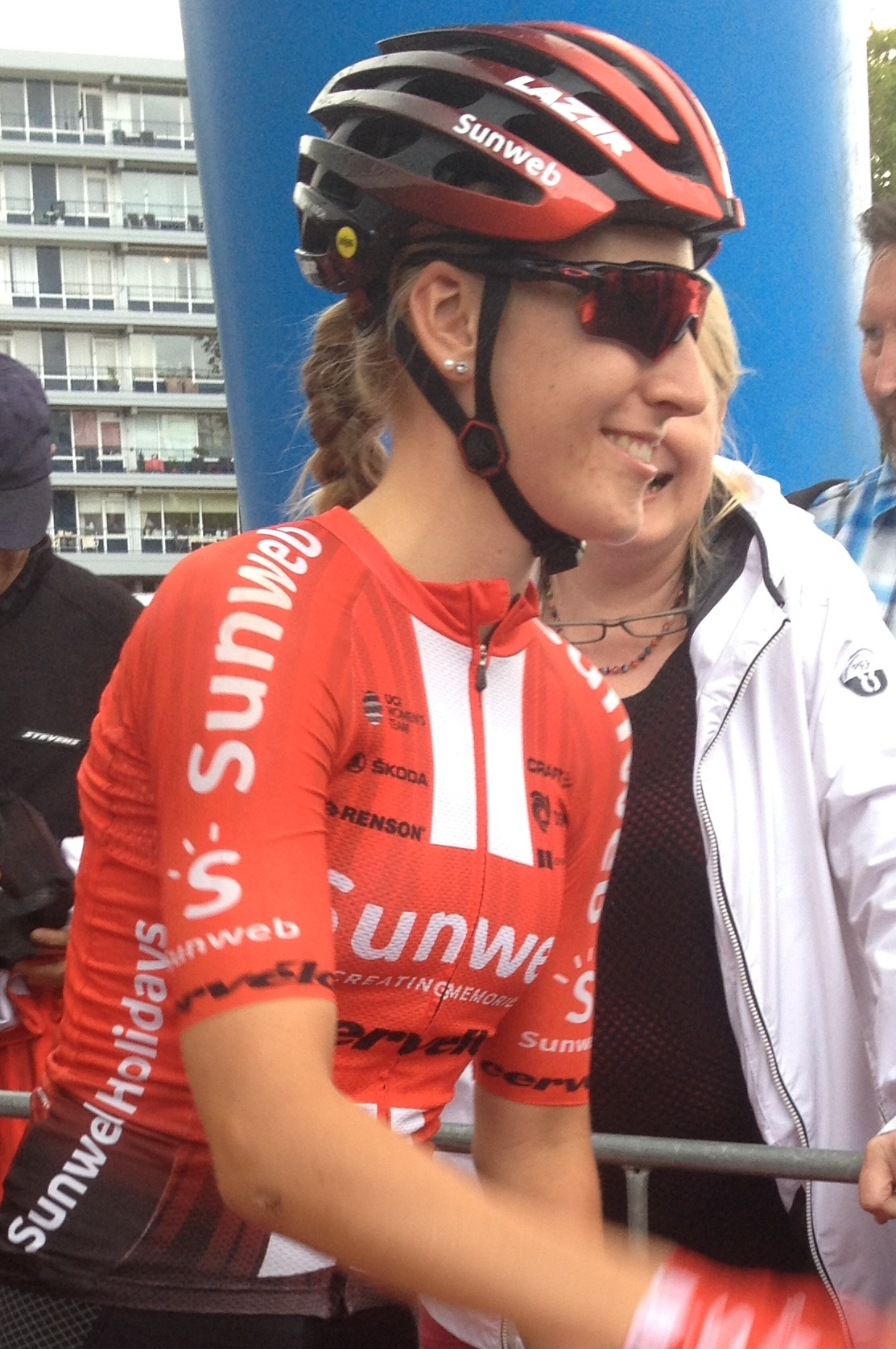
Franziska Koch en 2019
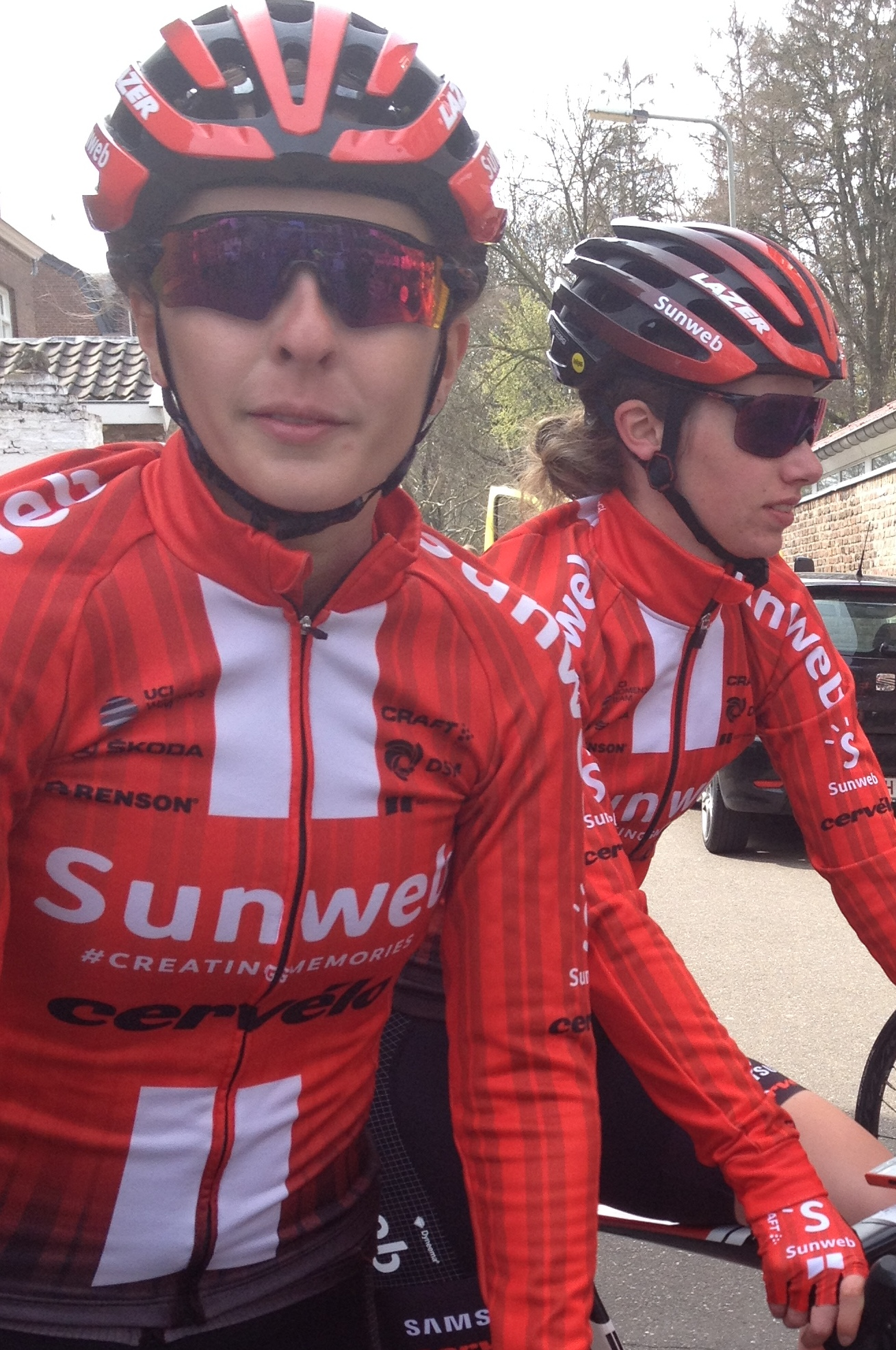
Juliette Labous en 2019
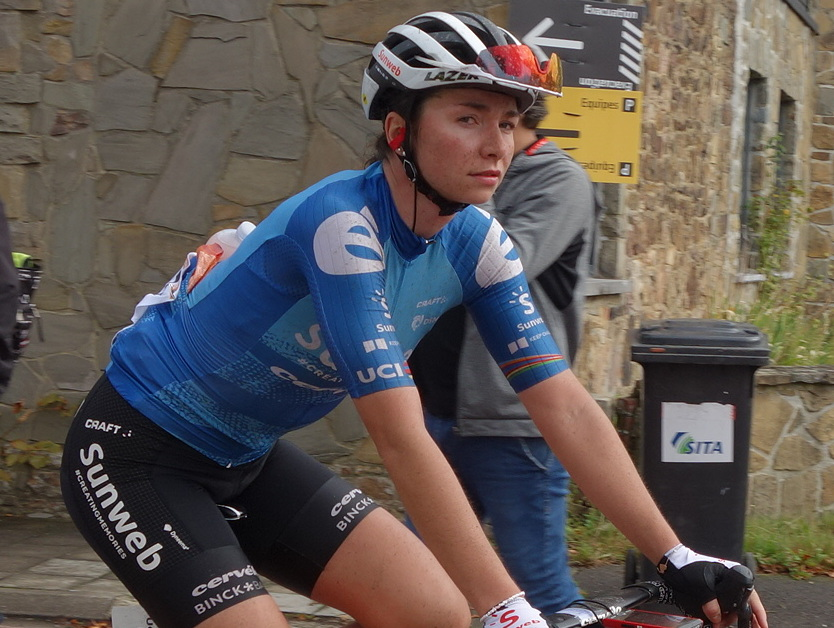
Liane Lippert
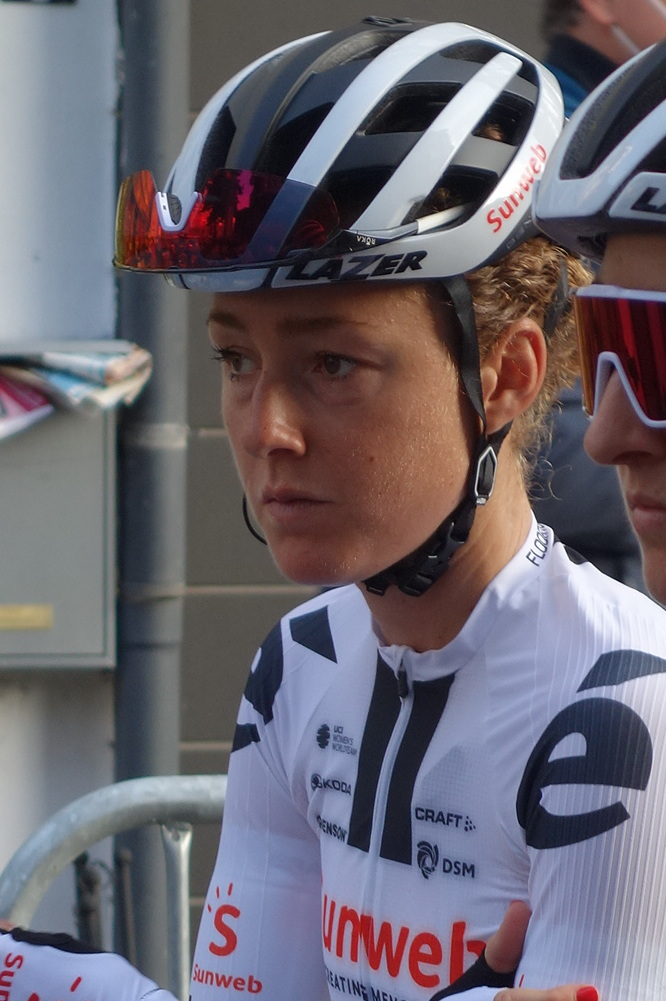
Floortje Mackaij
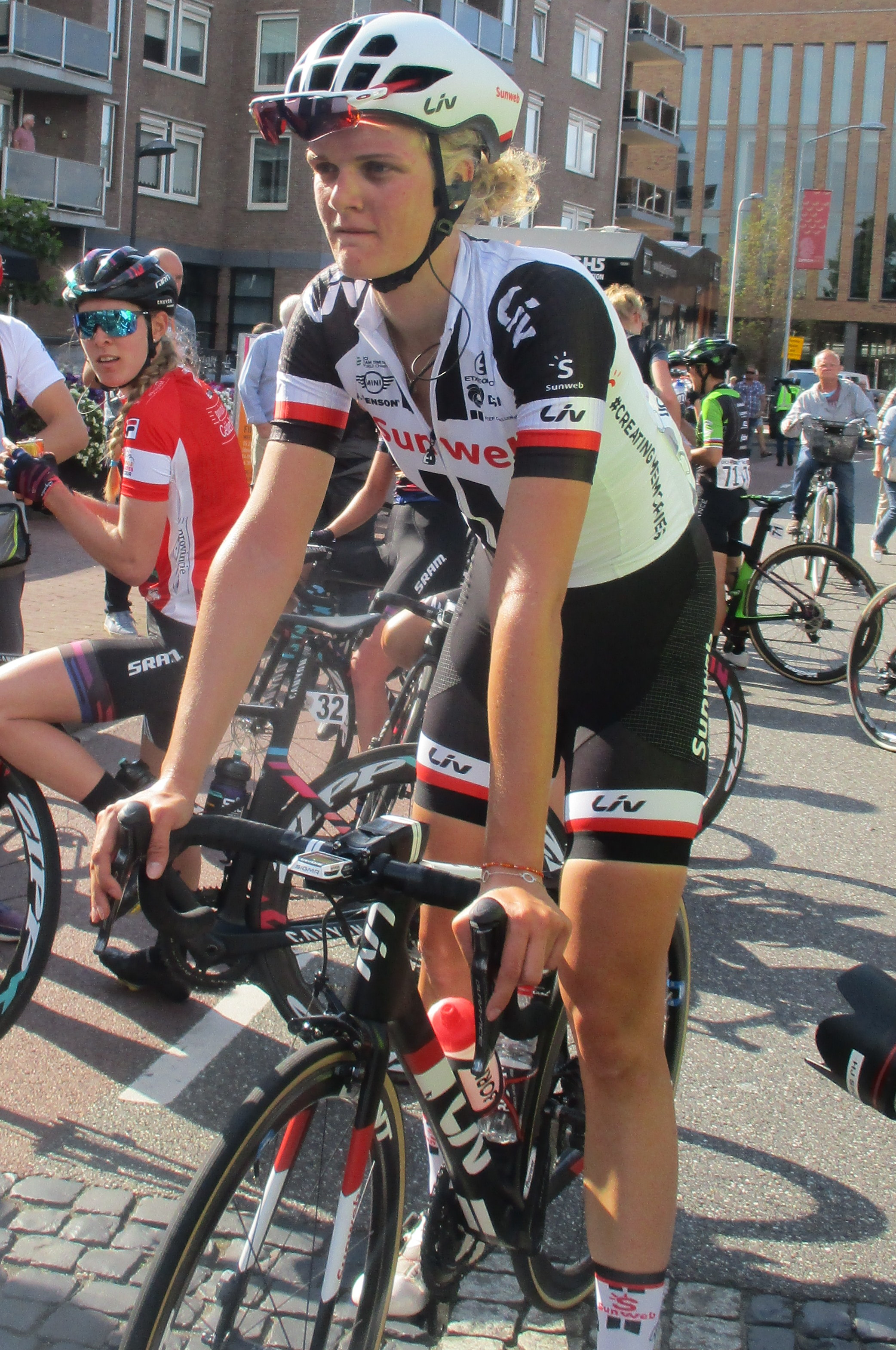
Pernille Mathiesen en 2018
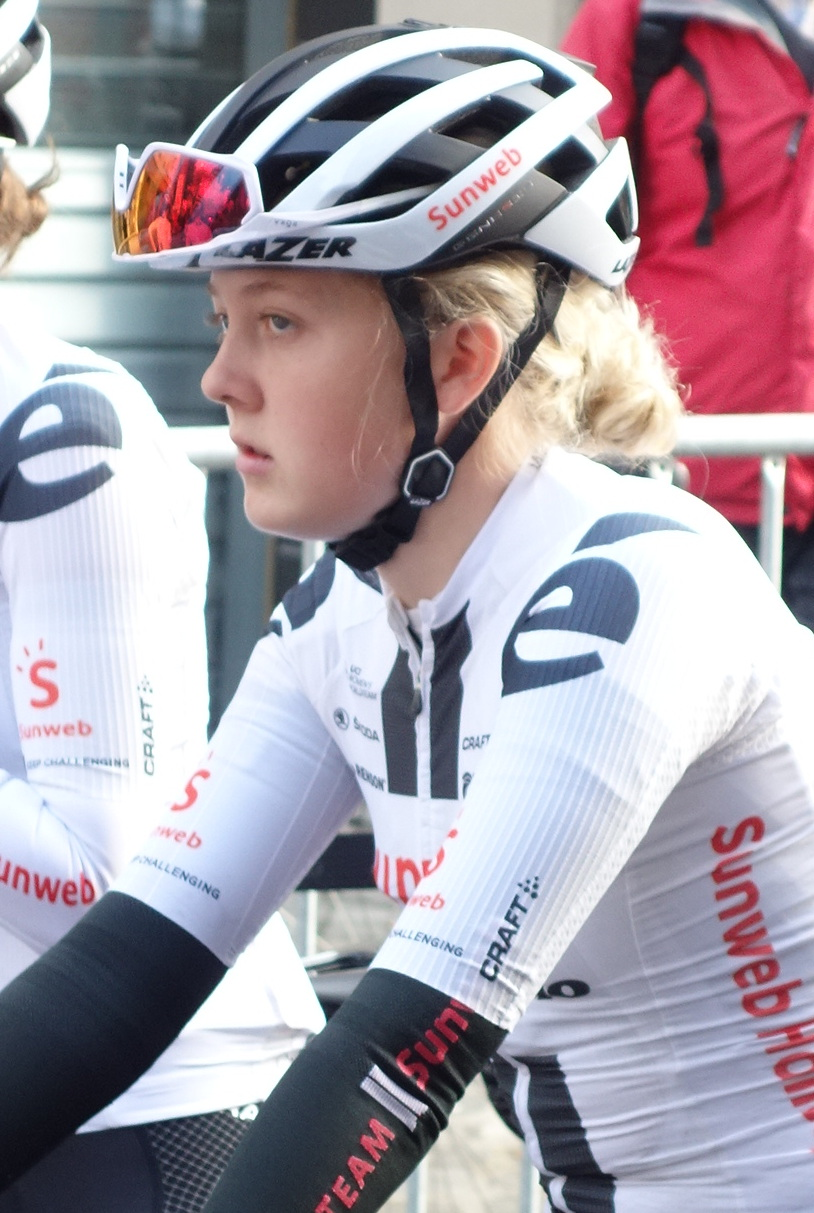
Wilma Olausson
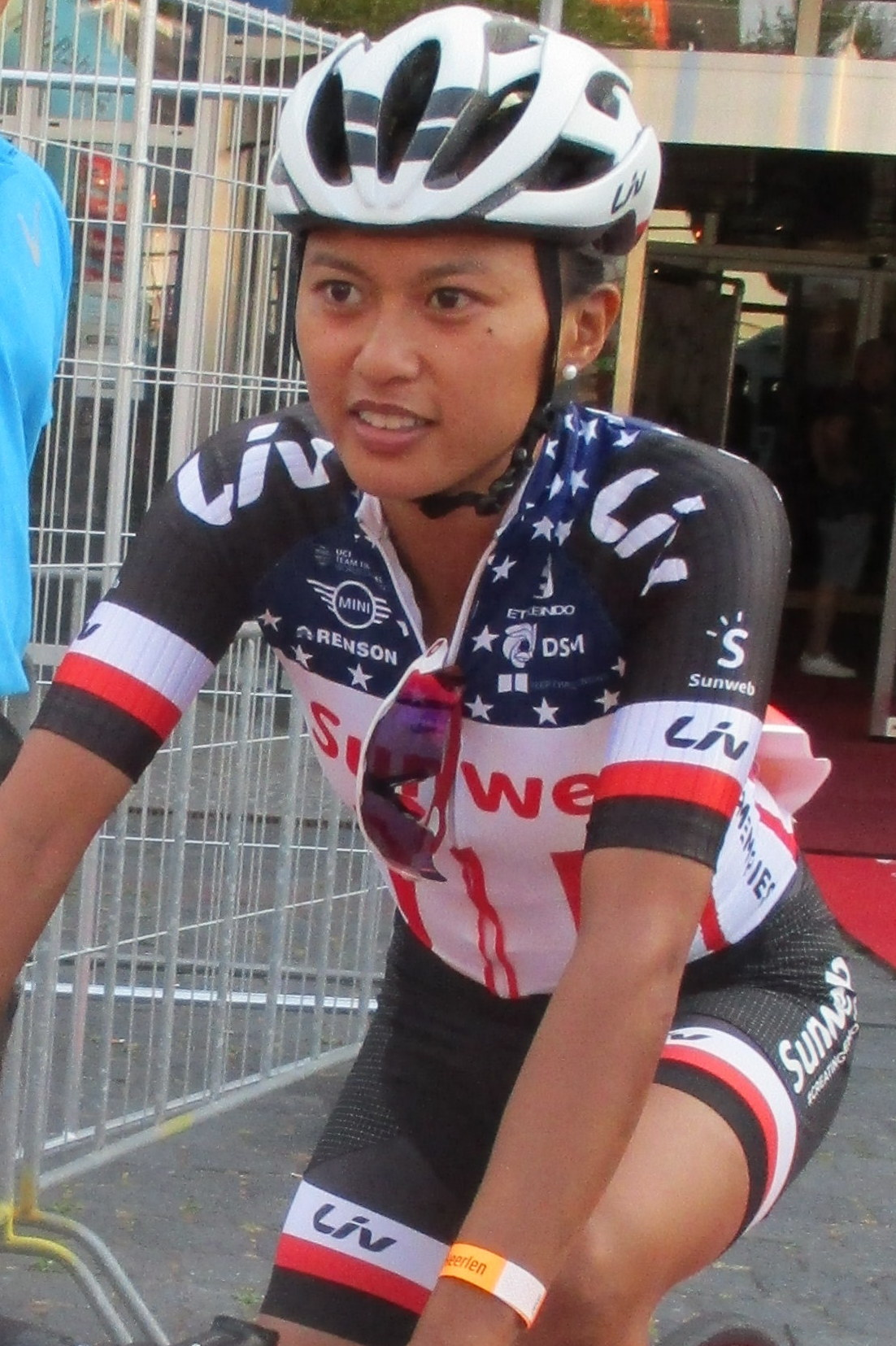
Coryn Rivera en 2018
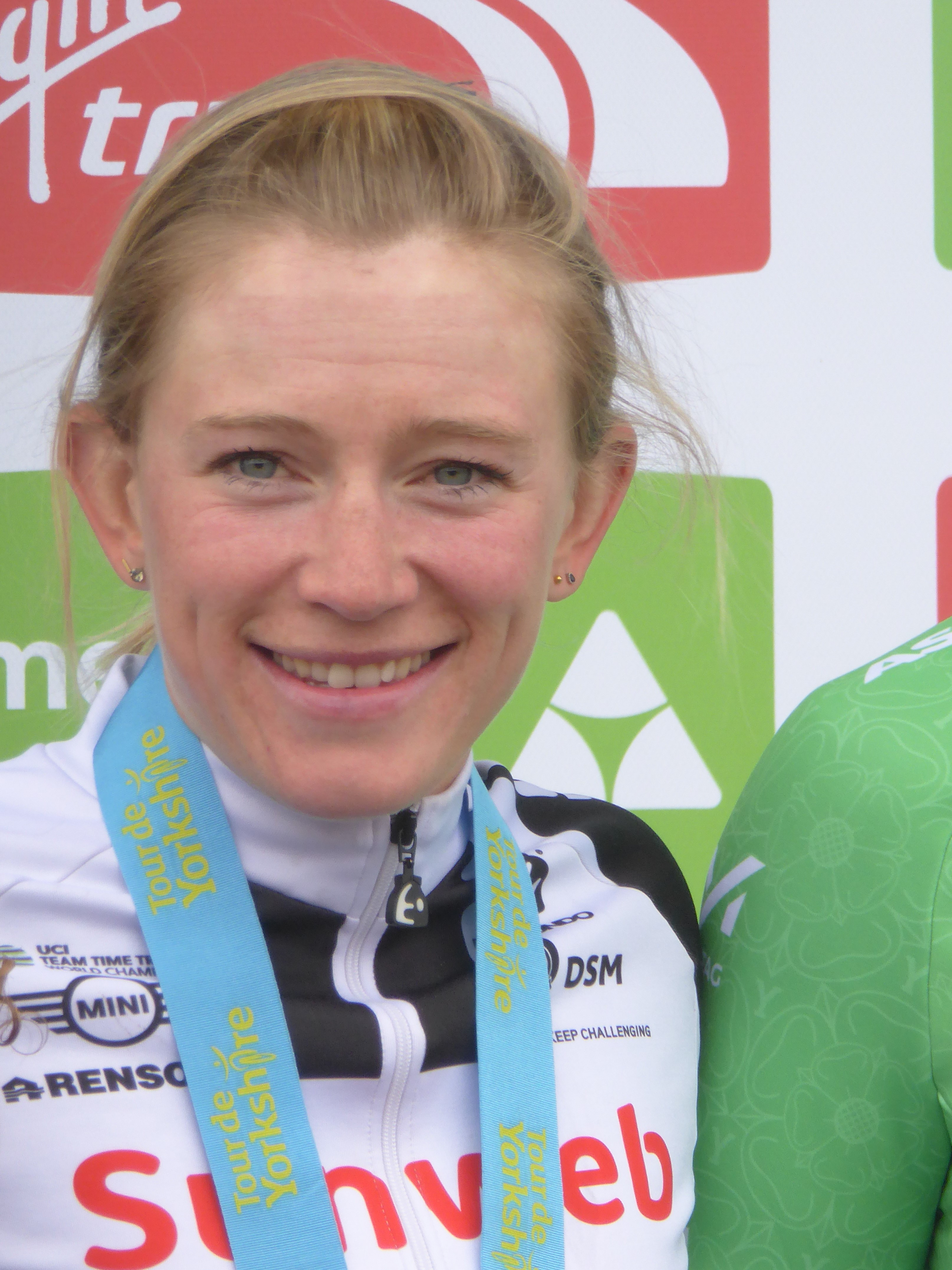
Julia Soek en 2018

### Encadrement
Hans Timmermans est directeur sportif. Iwan Spekenbrink est le directeur de l'équipe auprès de l'UCI.

## Déroulement de la saison

### Janvier
Au Santos Women's Tour, sur la première étape, Leah Kirchmann engrange des points pour le classement des sprints. Elle est sixième de l'emballage final, Liane Lippert septième. Le lendemain, dans la difficulté de la journée, la formation Mitchelton-Scott imprime un rythme élevé. Seules Ruth Winder et Liane Lippert parviennent à suivre. Amanda Spratt attaque alors. Cette action se montre néanmoins contre-productive, les coureuses distancées étant Grace Brown et Lucy Kennedy de son équipe. Il y a donc trois coureuses en tête : Spratt, Winder et Lippert. Au sprint, Liane Lippert est troisième. Sur la troisième étape, les équipes Trek-Segafredo et Sunweb mettent à profit l'isolement d'Amanda Spratt. Au sprint, Ruth Winder s'impose devant Liane Lippert. Cette dernière est alors deuxième du classement général. La dernière étape ne provoque pas de changement. Liane Lippert est également meilleure jeune et meilleure grimpeuse. Leah Kirchmann, sixième, remporte le classement des sprints.

### Février
À la Cadel Evans, à neuf kilomètres de l'arrivée, la côte de Challambra opère la sélection. Liane Lippert, Tayler Wiles et Brodie Chapman se placent en tête. Un groupe de douze coureuses passent le sommet. Sur la dernière ascension du parcours, la Melville Avenue, Liane Lippert attaque. Elle n'est plus revue et s'impose seule. Leah Kirchmann est cinquième.
Au Circuit Het Nieuwsblad, dans le mur de Grammont, Annemiek van Vleuten accélère. Floortje Mackaij la suit à quelques mètres. Au sommet cependant la première prend un avantage décisif. Un groupe de poursuite se forme dans le Bosberg. Floortje Mackaij est troisième de la course.

### Août

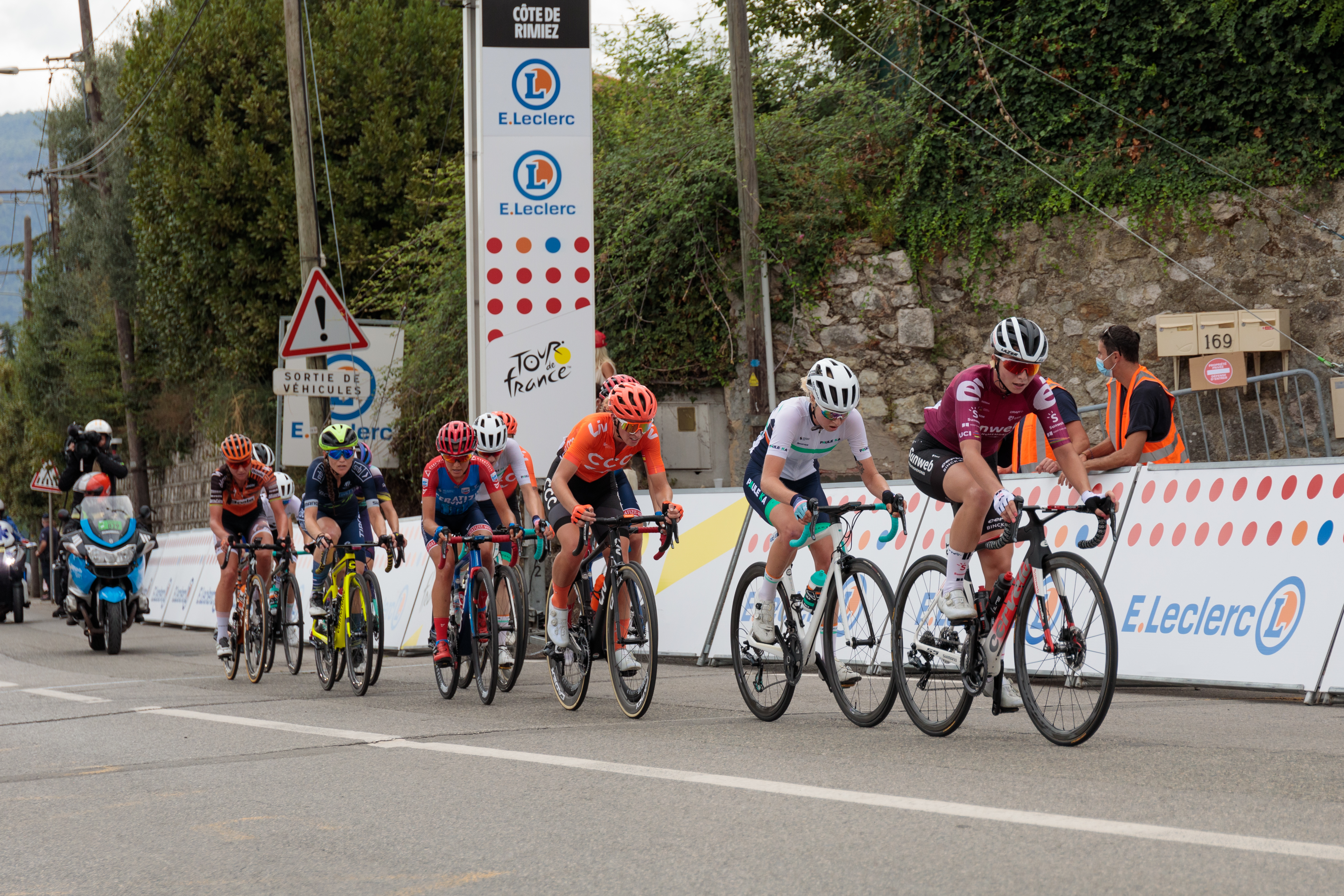
Groupe de poursuite lors de la Course by le Tour de France

Aux Strade Bianche, Liane Lippert finit seizième.
Les championnats d'Europe se disputent en parallèle du Grand Prix de Plouay, sur le même circuit. Juliette Labous prend la sixième place du contre-la-montre européen. Au Grand Prix de Plouay, Leah Kirchmann prend la onzième place.
Juliette Labous devient championne de France du contre-la-montre fin août pour la première fois. Liane Lippert est dixième de La course by Le Tour de France dans le peloton.

### Septembre

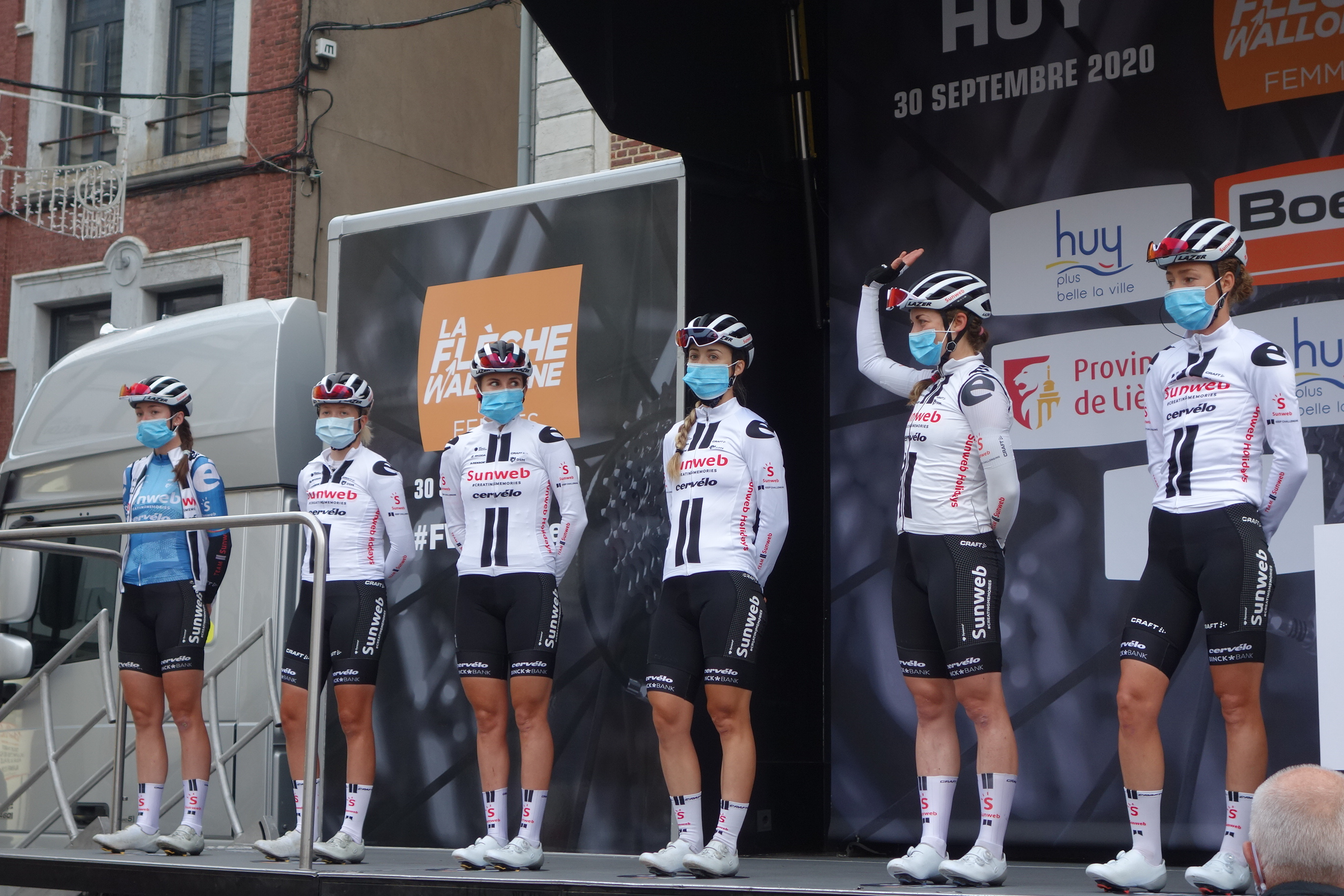
Équipe au départ de la Flèche wallonne

Au Tour d'Italie, la formation Sunweb est cinquième du contre-la-montre par équipes inaugural à quatorze secondes de la Trek-Segrafredo. La deuxième étape comporte des secteurs graviers. Liane Lippert y perd plus de huit minutes sur Annemiek van Vleuten. Sur la troisième étape, la décision se joue comme prévu dans la montée finale. Elisa Longo Borghini accélère la première. Elle est suivie par Marianne Vos, Cecilie Uttrup Ludwig, Liane Lippert, Katarzyna Niewiadoma et Lotte Kopecky. Liane Lippert est quatrième. Elle est sixième le lendemain. La cinquième étape se conclut au sprint. Coryn Rivera est quatrième. Performance qu'elle renouvelle le lendemain. Lors de la septième étape, Silvia Zanardi et Ainara Elbusto sortent du peloton en début de parcours. Leur avance atteint rapidement quatre minutes quarante. Un groupe de poursuite avec Alison Jackson, Maria Novolodskaya et Aude Biannic se forme et revient sur la tête. Elles sont néanmoins reprises à un tour de l'arrivée. Tout se joue dans la montée finale. Liane Lippert suit les meilleures et n'est pas prise dans la chute de Marianne Vos. Elle finit huitième. Sur la huitième étape, Coryn Rivera est dans le groupe de neuf coureuses échappées. Le groupe est repris au pied la dernière ascension du jour. Liane Lippert suit de nouveau les meilleures dans un premier temps, mais doit finalement lâcher. Elle passe la ligne à la huitième place, une minute trente après Elisa Longo Borghini. Lors de l'ultime étape, Juliette Labous prend l'échappée qui va au bout. Elle est troisième du sprint. Au classement général final, Liane Lippert est treizième.
Sur les championnats du monde, Juliette Labous est dix-septième du contre-la-montre. Sur la course en ligne, à quatre-vingt-trois kilomètres de l'arrivée, Alison Jackson attaque avec Grace Brown. Elles sont rapidement rejointes par d'autres coureuses dont Juliette Labous et Susanne Andersen. À deux tours de l'arrivée, dans la côte Mazzolano, Anna van der Breggen imprime un rythme très élevé dans la montée ce qui disloque le peloton. L'échappée est reprise peu après le sommet. Liane Lippert ne peut suivre l'attaque suivante de van der Breggen dans la Cima Gallisterna. Elle se classe néanmoins cinquième de la course.
À la Flèche wallonne, Floortje Mackaij est dans l'échappée de sept coureuses qui part à cinquante-deux kilomètres de l'arrivée. Il passe au sommet du mur de Huy avec une trentaine de secondes d'avance sur le peloton. Mais le peloton se reforme juste après. Dans le mur de Huy, Liane Lippert prend la huitième place.

### Octobre
À Liège-Bastogne-Liège, un groupe de huit favorites, dont Juliette Labous, sort peu avant la côte de la Vecquée. Ce groupe a une minute trente d'écart au pied de la Redoute. Elizabeth Deignan y attaque. Juliette Labous prend la huitième place. À la Flèche brabançonne, l'équipe est active en tête du peloton. À dix-sept kilomètres du but, alors que Stephens est presque reprise, Grace Brown attaque à son tour. Derrière, Liane Lippert et Floortje Mackaij partent à sa poursuite mais n'opèrent jamais la jonction. Elles sont deuxième et troisième.
Lors de Gand-Wevelgem, Liane Lippert chute dans la descente du mont Kemmel, cela crée une coupure dans le peloton. Aucune coureuse de l'équipe n'est présente dans le groupe de onze à l'avant et la formation se met à chasser. Elle réduit l'écart à quinze secondes à sept kilomètres de l'arrivée, mais ne rentre jamais. Lorena Wiebes gagne le sprint du peloton et se classe ainsi onzième. Au Tour des Flandres, Floortje Mackaij fait partie du groupe des favorites. Dans les derniers kilomètres de course, elle attaque et prend quelques secondes au groupe, mais est finalement reprise. Elle se classe douzième. Aux Trois Jours de La Panne, à trente-et-un kilomètres de l'arrivée, les formations Sunweb et Boels Dolmans mettent à profit le vent de côté pour provoquer des bordures. Le premier groupe a alors environ quarante coureuses. Cependant, le peloton se reforme par la suite. À dix-sept kilomètres du but, le scénario se répète. Seules seize coureuses sont dans le premier groupe. Parmi elles cinq de la formation Sunweb et quatre de Boels Dolmans. Dans les dix derniers kilomètres, Christine Majerus attaque, puis Lonneke Uneken, également Boels Dolmans, puis de nouveau Majerus. Toutes ces attaques sont reprises par la Sunweb. Huit coureuses parviennent à revenir de l'arrière, dont Amy Pieters. Cette dernière attaque à un kilomètre et demi de l'arrivée, obligeant Alison Jackson à chasser. Elisa Longo Borghini lance le sprint. Jolien D'Hoore la passe suivie de près par Lorena Wiebes. La première tasse sur les barrières la seconde et passe la ligne en vainqueur. Le jury la déclasse néanmoins pour ce geste.

## Victoires

### Sur route
| Victoires | Victoires                                 | Victoires | Victoires | Victoires       | Victoires |
| Date      | Course                                    | Pays      | Classe    | Vainqueur       |           |
| --------- | ----------------------------------------- | --------- | --------- | --------------- | --------- |
| 1 fév.    | Cadel Evans Great Ocean Road Race Women   | Australie | 1.WWT     | Liane Lippert   |           |
| 21 août   | Championnat de France du contre-la-montre | France    | CN        | Juliette Labous |           |
| 31 août   | Grand Prix Eco-Struct                     | Belgique  | 1.2       | Lorena Wiebes   |           |

### Résultats sur les courses majeures

#### World Tour
| Date             | #  | Course                            | Pays      | Meilleure classée | Classement |
| ---------------- | -- | --------------------------------- | --------- | ----------------- | ---------- |
| 1er février      | 1  | Cadel Evans Great Ocean Road Race | Australie | Liane Lippert     | Vainqueur  |
| 1er août         | 2  | Strade Bianche                    | Italie    | Liane Lippert     | 16e        |
| 26 août          | 3  | Grand Prix de Plouay              | France    | Leah Kirchmann    | 11e        |
| 29 août          | 4  | La course by Le Tour de France    | France    | Liane Lippert     | 10e        |
| 11 -19 septembre | 5  | Tour d'Italie                     | Italie    | Liane Lippert     | 13e        |
| 30 septembre     | 6  | Flèche wallonne                   | Belgique  | Liane Lippert     | 8e         |
| 4 octobre        | 7  | Liège-Bastogne-Liège              | Belgique  | Juliette Labous   | 8e         |
| 11 octobre       | 8  | Gand-Wevelgem                     | Belgique  | Lorena Wiebes     | 11e        |
| 18 octobre       | 9  | Tour des Flandres                 | Belgique  | Floortje Mackaij  | 12e        |
| 20 octobre       | 10 | Trois Jours de la Panne           | Belgique  | Lorena Wiebes     | Vainqueur  |
| 6-8 novembre     | 20 | La Madrid Challenge by La Vuelta  | Espagne   | Lorena Wiebes     | 3e         |

Liane Lippert est neuvième du classement individuel et meilleure jeune. La formation Sunweb est troisième du classement par équipes.

#### Grand tour
| Grand tour            | Tour d'Italie       |
| --------------------- | ------------------- |
| Coureuse (classement) | Liane Lippert (13e) |
| Accessits             | -                   |

## Classement mondial
| Classement UCI | Classement UCI     | Classement UCI | Classement UCI |
| Coureuse       | Coureuse           | Pays           | Points         |
| -------------- | ------------------ | -------------- | -------------- |
| 7e             | Liane Lippert      | Allemagne      | 1407 pts       |
| 12e            | Lorena Wiebes      | Pays-Bas       | 982 pts        |
| 23e            | Leah Kirchmann     | Canada         | 569 pts        |
| 38e            | Juliette Labous    | France         | 351 pts        |
| 46e            | Floortje Mackaij   | Pays-Bas       | 309 pts        |
| 74e            | Alison Jackson     | Canada         | 172 pts        |
| 119e           | Franziska Koch     | Allemagne      | 117 pts        |
| 201e           | Wilma Olausson     | Suède          | 67 pts         |
| 202e           | Coryn Rivera       | États-Unis     | 66 pts         |
| 270e           | Julia Soek         | Pays-Bas       | 48 pts         |
| 282e           | Susanne Andersen   | Norvège        | 44 pts         |
| 315e           | Anna Henderson     | Royaume-Uni    | 40 pts         |
| 372e           | Pernille Mathiesen | Danemark       | 30 pts         |
| 406e           | Pfeiffer Georgi    | Royaume-Uni    | 24 pts         |

Sunweb est quatrième du classement par équipes.